# Emilio Insolera
Emilio Insolera (Buenos Aires, 29 januari 1979) is een Italiaans-Amerikaans acteur en producer, bekend van Sign Gene: The First Deaf Superheroes (2017). 
In september 2019 werd aangekondigd dat Insolera zich had aangesloten bij de spionagefilm van Universal Pictures The 355 van Simon Kinberg, samen met Jessica Chastain, Penélope Cruz, Diane Kruger, Lupita Nyong'o, Bingbing Fan, Édgar Ramírez en Sebastian Stan.